# Aromatische sulfonering
Aromatische sulfonering is een organische reactie waarbij een waterstofatoom aan de aromatische ring vervangen wordt door een sulfonzuurgroep in een elektrofiele aromatische substitutie.
Zwaveltrioxide is het eigenlijke elektrofiel in deze reactie. Het ontstaat bij verwarming in situ uit geconcentreerd zwavelzuur of rokend zwavelzuur.
In tegenstelling tot de aromatische nitrering en veel andere elektrofiele aromatische substitutiereacties is de sulfonering een reversibele reactie. Sulfonering treedt op in geconcentreerd zuur, desulfonering in heet verdund waterig zuur. 
Deze eigenschap maakt de aromatische sulfonzuurgroep geschikt als gereedschap in de organische synthese: na gebruik is de zuurgroep weer te verwijderen.

## Toepassingen
Aromatische sulfonzuren zijn tussenstoffen in de synthese van pigmenten voor verf en vele geneesmiddelen. Sulfonering van aniline geeft 4-aminobenzenesulfonzuur of sulfanilzuur, deze stof bestaat als een zwitterion met een ongebruikelijk zeer hoog smeltpunt. Het amide van deze en verwante verbindingen vormt de basis voor de groep sulfa-medicijnen.
Sulfonering van polystyreen kan gebruikt worden voor de bereiding van natriumpolystyreensulfonaat.
Nitrering · Halogenering · Sulfonering · Friedel-Craftsalkylering · Friedel-Craftsacylering